# Àcid fluoroantimònic
L'àcid fluoroantimònic (HSbF₆) és una mescla de fluorur d'hidrogen i pentafluorur d'antimoni en diverses proporcions. La proporció 1:1 condueix al superàcid més fort conegut, el qual s'ha demostrat que protona fins i tot els hidrocarburs per produir carbocations i H₂.
La reacció de fluorur d'hidrogen (HF) i SbF₅ és exotèrmica. HF allibera el catió (H+), i la seva base conjugada (F−) és segrestada per una o més molècules de SbF₅ per produir SbF₆− octaèdric. Aquest anió es classifica com no coordinant, perquè és tant un nucleòfil feble i una base molt feble. El catió H+ roman efectivament "nu", la qual cosa té com a conseqüència l'extrema acidesa del sistema. L'àcid fluoroantimònic és 2×1019 vegades més fort que l'àcid sulfúric. La reacció del fluorur d'hidrogen i pentafluorur d'antimoni procedeix com segueix:

## Estructura
S'han cristal·litzat dos productes relacionats amb les mescles HF-SbF₅, i tots dos han estat analitzats per cristal·lografia de raigs X d'un sol cristall. Aquestes sals tenen les fórmules [H₂F+][Sb₂F11−] i [H₃F₂+][Sb₂F11−]. En ambdues sals, l'anió és Sb₂F11−. Com s'ha esmentat anteriorment, SbF₆− està classificat com una base feble; el monoanió de major grandària Sb₂F11− seria encara més feble.

### Comparació amb altres àcids
Els següents valors estan basats en la funció d'acidesa de Hammett. L'acidesa s'indica amb valors negatius d'H0.
- Àcid fluoroantimònic (1990) (valor H0 = −31.3)
- Àcid màgic (1974) (valor H0 = −19.2)
- Superàcid carborà (1969) (valor H0 = −18.0)
- Àcid fluorosulfúric (1944) (valor H0 = −15.1)
- Àcid tríflic (1940) (valor H0 = −14.9)

## Aplicacions
Aquest àcid extraordinàriament fort protona gairebé tots els compostos orgànics. El 1967, Bickel i Hogeveen van mostrar que la mescla HF-SbF₅ elimina H₂ del metilpropaà i metà del neopentà:
(CH₃)₃CH + H+ → (CH₃)₃C+ + H₂
(CH₃)₄C + H+ → (CH₃)₃C+ + CH₄

## Seguretat
HF-SbF₅ es descompon per acció de l'aigua de forma ràpida i explosiva. Reacciona amb pràcticament tots els solvents coneguts. Alguns solvents que s'ha provat que són compatibles amb HF-SbF₅ són el clorofluorur de sulfuril i l'òxid de sofre (IV). També s'han usat cloloflurorurcarbons solvents. Els contenidors per HF-SbF₅ estan fets de PTFE.